# Apodrassus andinus
Apodrassus andinus Chamberlin, 1916 è un ragno appartenente alla famiglia Gnaphosidae.
È l'unica specie nota del genere Apodrassus.

## Distribuzione
L'unica specie oggi nota di questo genere è stata rinvenuta in Perù.

## Tassonomia
Dal 2007 non sono stati esaminati altri esemplari, né sono state descritte sottospecie al 2015.

### Specie trasferite
- Apodrassus rouxi (Mello-Leitão, 1939); trasferita al genere Apodrassodes Vellard, 1924